# Oceania (1984)

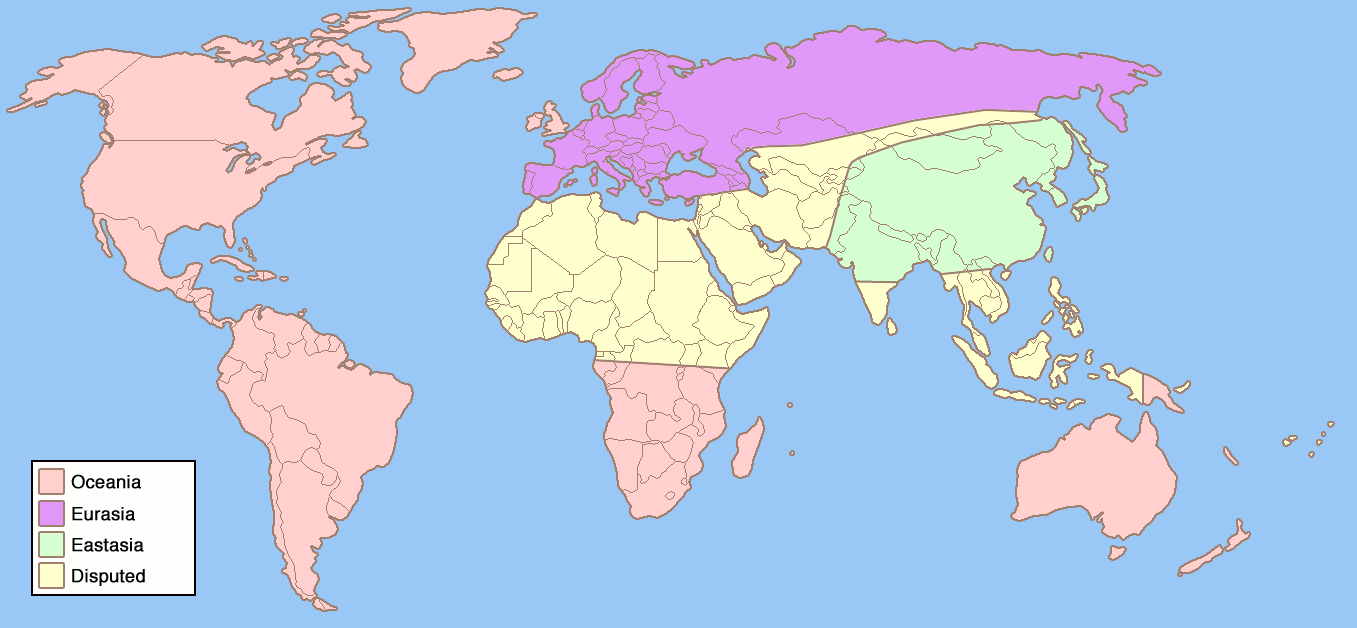
Împărţirea politică a lumii în „O mie nouă sute optzeci şi patru” de Orwell.. Teritoriul controlat de Oceania este reprezentat în roz. Teritoriul Eurasiei este în mov, iar cel al Estasiei în verde. Teritoriile în galben sunt cele disputate de către cele trei mari puteri. Situaţia geopolitică la sfârşitul cărţii o aflăm din harta următoare.

Oceania este numele uneia dintre cele trei superputeri, totalitare, care împart lumea în romanul distopic al scriitorului britanic George Orwell, O mie nouă sute optzeci și patru. Celelalte două superputeri sunt Eurasia și Estasia. Oceania este condusă de ideologia Soceng, sau Socialismul Englez, sub masca Fratelui cel Mare.
Potrivit cărții, Oceania a apărut prin absobția Imperiului Britanic de către Statele Unite ale Americii, iar geografia sa cuprinde întreaga Americă, întreaga Oceanie, Insulele Britanice, insulele din Atlantic și sudul Africii. De remarcat faptul că Eurasia cuprindea întreaga Europă, cu excepția Arhipelagului Britanic, și nordul și centrul Asiei, din Portugalia până la Strâmtoarea Bering, iar Estasia, cea mai mică și cea mai tânără superputere, cuprindea China, inclusiv Tibetul,  Indochina, Japonia, Mongolia și, în general, aproape tot sud-estul asiatic.

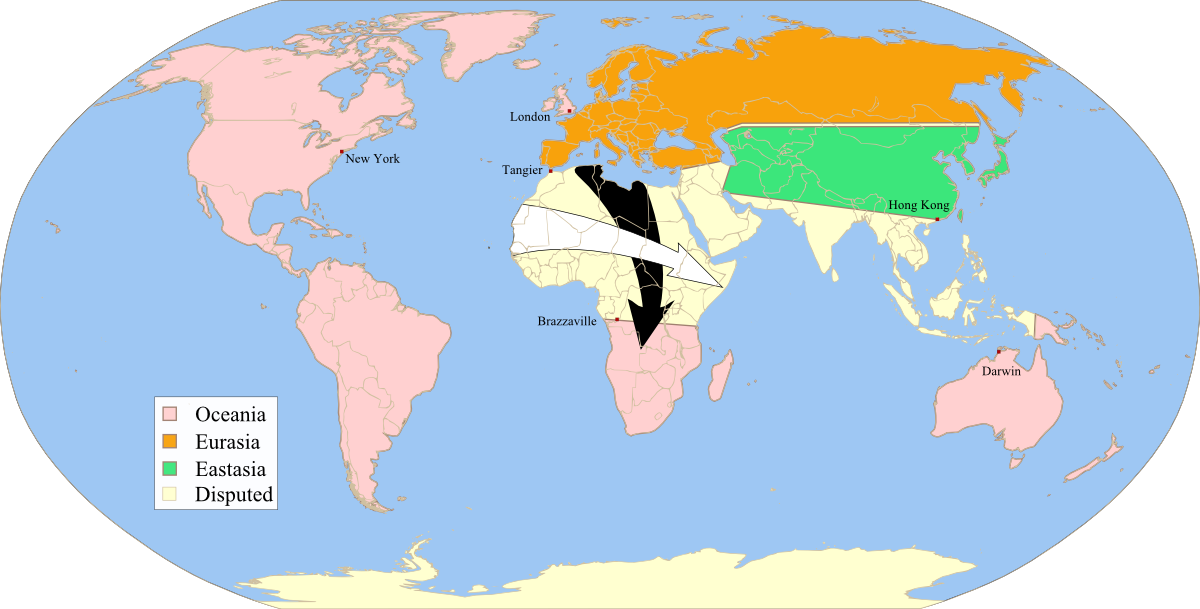
Situația geopolitică la sfârșitul romanului. Săgeata neagră reprezintă atacurile Eurasiei, iar săgeata albă le reprezintă pe cele ale Oceaniei. În această hartă, Oceania este colorată în roz, Eurasia e colorată în portocaliu, iar Estasia în verde. Teritoriile disputate sunt colorate în galben deschis.